# Ictiocentáuros

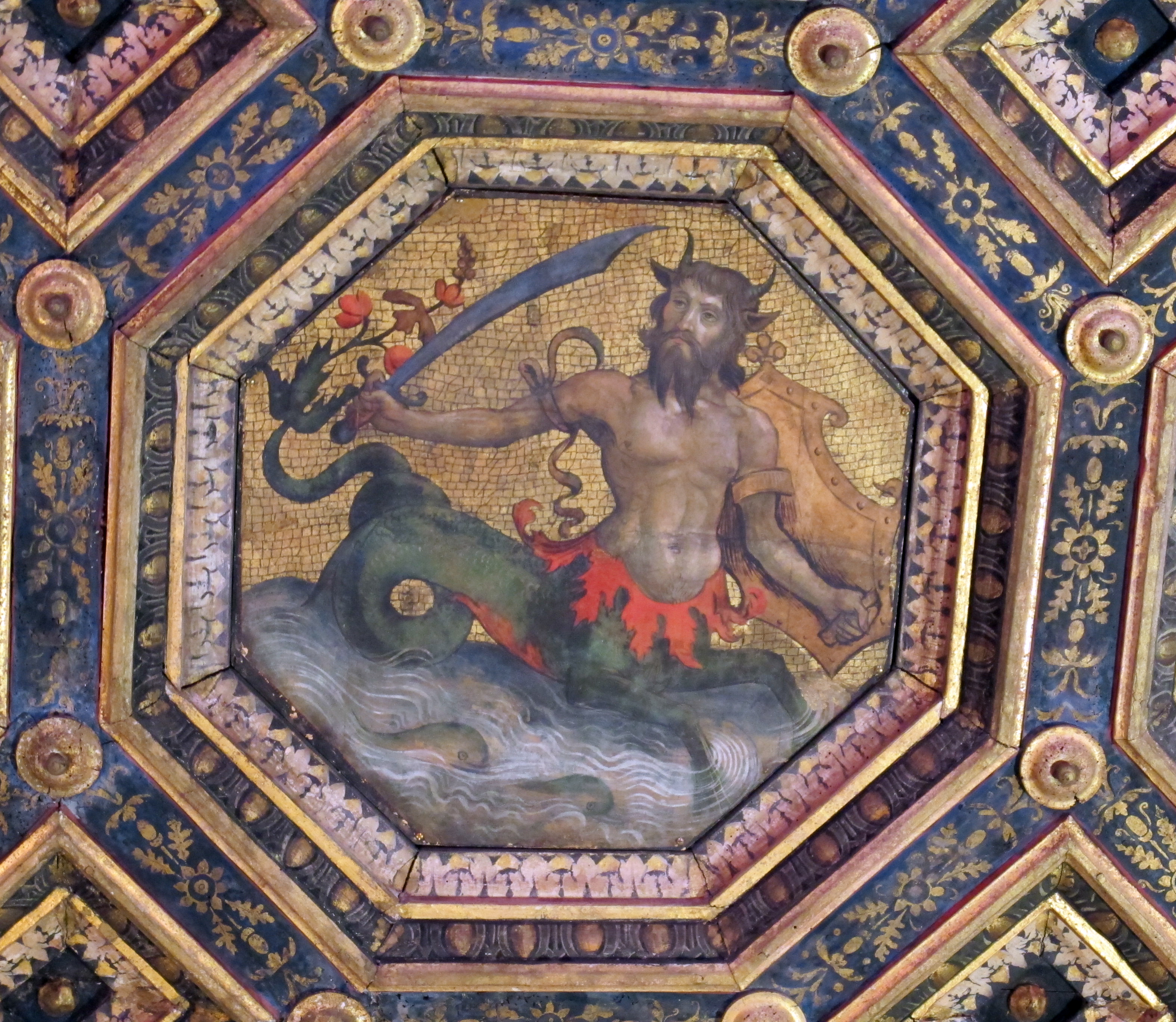
Ictiocentauro armado no Teto dos Semideuses, de Pinturicchio, no Palácio dos Penitenciadores, em Roma

Ictiocentauros são seres míticos de aparecimento recorrente em culturas antigas e medievais. Tais criaturas são citadas em obras de Licofronte, Claudiano e do gramático bizantino João Tzetzes ou em mapas marítimos de Olaus Magnus. Sua representação é abundante nas esculturas romanas e helenísticas.
Podemos traduzir ictiocentauros por centauros-peixe ou centauros-tritões, pois são peixes da cintura para baixo e têm patas dianteiras de cavalo ou de leão. Seu lugar é no cortejo das divindades marinhas, junto aos hipocampos.